# 예예빈
예예빈(2000년 3월 13일 ~ )은 대한민국의 가수다. 2020년 EP 《Cotton!》으로 데뷔했다.

## 방송
- 수퍼비의 랩 학원 (2019) - Top44
- 쇼미더머니 10 (2021) - Top132

## 공연
- 막주금라이브 Festa : SNL (2021)